# Caiçara (kommun i Brasilien, Paraíba)
Caiçara är en kommun i Brasilien.   Den ligger i delstaten Paraíba, i den östra delen av landet, 1 700 km nordost om huvudstaden Brasília. Antalet invånare är 7 220.
Omgivningarna runt Caiçara är huvudsakligen savann. Runt Caiçara är det ganska tätbefolkat, med 80 invånare per kvadratkilometer.